# Picture-disc
 (avril 2020).
Si vous disposez d'ouvrages ou d'articles de référence ou si vous connaissez des sites web de qualité traitant du thème abordé ici, merci de compléter l'article en donnant les références utiles à sa vérifiabilité et en les liant à la section « Notes et références ».

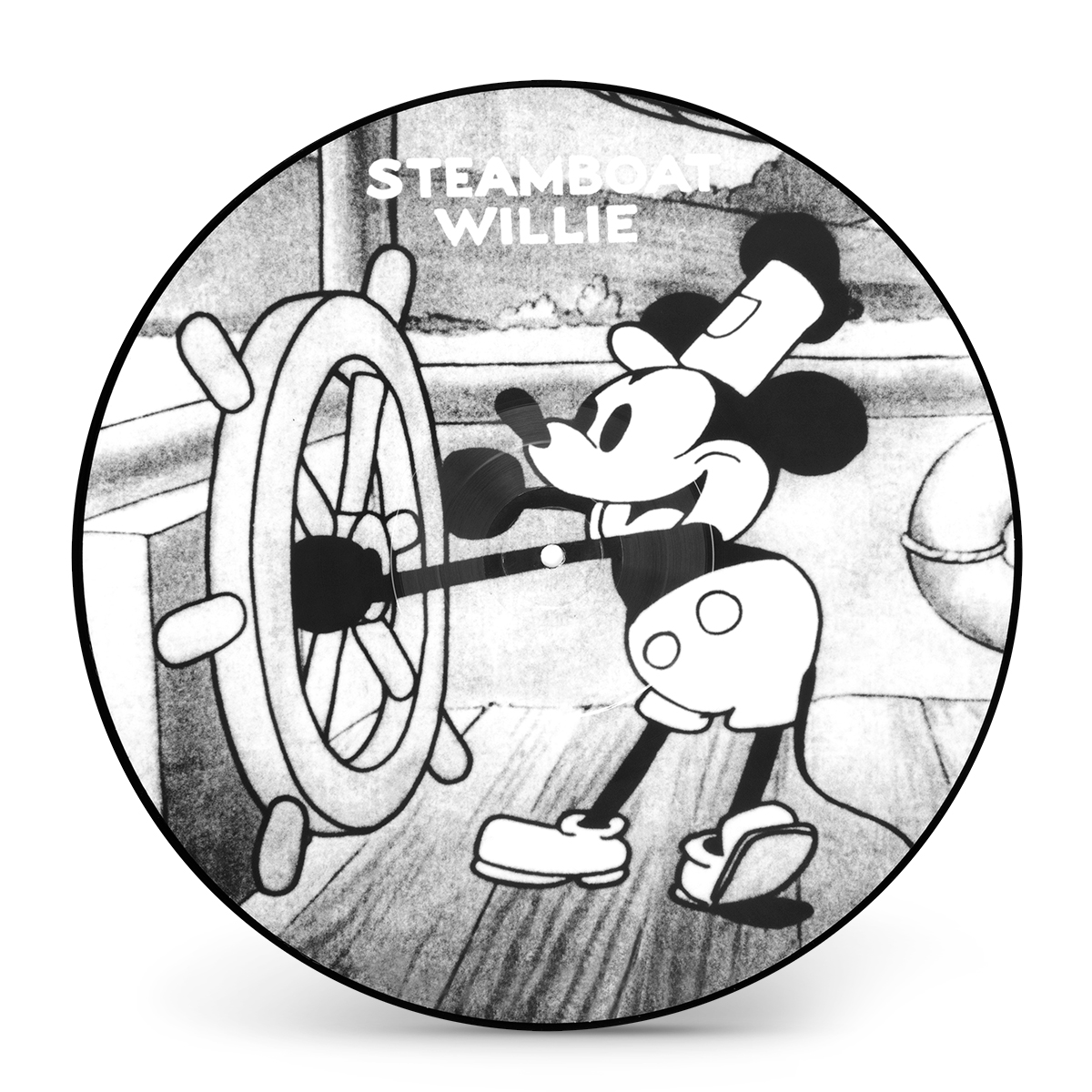
Picture-disc de Walt Disney

Le picture-disc (« disque image » en français) est une variante du disque microsillon, celui-ci a la particularité d'être en PVC transparent et arbore des éléments photographiques ou typographiques.

## Histoire
Les premiers picture-discs sont apparus dans les années 1920, diffusés par des compagnies telles que Musika Postkarte Co., Trusound   ou RCA Victor Corporation.
Au début des années 1970, les premiers picture-disc analogiques étaient imprimés sur des cartes en PVC monoface, c'est-à-dire qu'un seul sillon était gravé, mais plus tard les disques seront gravés sur chaque côté, ainsi sur la face A le disque pouvait reprendre une pochette de disque habituelle alors que la face B pouvait servir aux crédits et aux descriptions des pistes audio. 
Depuis les années 1980, les picture-disc sont majoritairement des tirages limités des vinyls originaux (albums, 45 tours, maxi 45 tours) destinés aux collectionneurs et aux fans. Malgré la disparition d'une grande partie des disquaires indépendants, ce type d'édition existe toujours.
En général, les pays où sont fabriqués ces disques sont le Royaume-Uni et l'Italie, les moins connus sont les États-Unis, l'Allemagne et les Pays-Bas. Il existe des contrefaçons et des copies pirates et non officielles d'œuvres d'artistes largement collectionnés tels que Madonna, Mylène Farmer, Lady Gaga, Michael Jackson, Pink Floyd ou les Beatles ou encore des disques comprenant des interviews et des concerts d'artistes connus.
Aujourd'hui, les disques numériques (CD, DVD, Blu-ray) présentent le plus souvent une illustration imprimée sur leur face non gravée.

## Variantes
- Le picture-disc « uncut » (« complet ») est habituellement rond, comme tout autre disque vinyle. Certains peuvent même avoir un bord noir sur la circonférence du disque ;
- Le picture-disc « shaped » (« en forme de ») est, lui, découpé, suivant le type de photo utilisée, le disque suit en général le contour de celle-ci et dans tous les cas sans bordure ;
- Le « test-pressing » (« essai de pressage ») constitue les essais préliminaires à la production d'un picture-disc (tout comme pour les vinyles normaux), ces essais ne sont pas disponibles à la vente. Il en existe de deux sortes : les premiers sont destinés à être des disques non découpés avec un bord noir (ils sont en général blancs avec un bord noir), les autres, qui seront à bords transparents et/ou découpés, seront totalement transparents et sans label.

## Labels
Labels produisant des picture-discs (liste non exhaustive) :
- 10 Records
- Airplay
- Athomic Techno
- BCM
- Black Hole
- Casablanca
- CBS
- C.H.R.
- Chrysalis
- Sony Music Entertainment
- Daï Pop (label de 2080)
- DFC
- Distinctive
- Djm
- Ed Banger Records (pour le maxi Pedrophilia de Busy P.)
- EMI
- Epic Records
- Enigma
- Future Sound
- Hitland
- Indépendance
- Kick Fresh
- Knives Out Records
- Legato
- Listenable Records
- Magik Muzik
- Montreal Records
- MCA
- NCB
- Nuclear Blast
- Parlophone
- Pathé Records
- Pickadoll
- Constellation Music Recording
- Philips
- RCA Records
- Roadrunner Records
- Rock Machine
- Saturne
- Stone Throw
- Thin'n'crispy
- Toy's Factory
- ULM
- Universal
- Vertigo
- Vogue
- Warner
- Xprience